# ديفيد آدامز (راقص باليه)
دايفيد آدامز (بالإنجليزية: David Adams)‏ (و. 1928 – 2007 م) هو راقص باليه ‏ كندي، ولد في وينيبيغ، توفي عن عمر يناهز 79 عاماً.

## جوائز
حصل على جوائز منها:
- قائد الفنون والآداب (17 يناير 2013)[3]
- جائزة المنافسة العامة  [لغات أخرى]‏ (1946)